# 修花马先蒿
修花马先蒿（学名：Pedicularis dolichantha）为列当科马先蒿属的植物，为中国的特有植物。分布于中国大陆的云南等地，生长于海拔3,200米的地区，多生长于草地与池塘边缘，目前尚未由人工引种栽培。